# Żydów (województwo małopolskie)
Żydów – wieś w Polsce położona w województwie małopolskim, w powiecie krakowskim, w gminie Igołomia-Wawrzeńczyce.
Wieś sufraganii krakowskiej w powiecie proszowickim województwa krakowskiego w końcu XVI wieku. W latach 1975–1998 miejscowość należała administracyjnie do województwa krakowskiego.